# Howard Levene
Howard Levene (* 17. Januar 1914; † 2. Juli 2003) war ein US-amerikanischer Mathematiker und Professor in der Abteilung für Statistik der Columbia University. Dort arbeitete er unter anderem mit Henry Scheffé zusammen.
Levene wurde 1953 an der Columbia University mit der Schrift Contributions to the Theory of Non-Parametric Tests of Randomness promoviert.
Er entwickelte den später nach ihm benannten  Levene-Test.